# Alan Trammell
Alan Stuart Trammell (Garden Grove, California, 21 de febrero de 1958), más conocido como Alan Trammell, es un exjugador profesional estadounidense de béisbol que se desempeñó en la posición de campocorto en las Grandes Ligas de Béisbol (MLB). Es miembro del Salón de la Fama del Béisbol.

## Carrera
Trammell jugó como profesional veinte temporadas en Detroit Tigers (1977-1996), equipo en el que se retiró.

## Reconocimiento
En 2018, ingresó como miembro al Salón de la Fama del Béisbol.